# УандаВижън
„УандаВижън“ (на английски: WandaVision) е американски минисериал, създаден от Джак Шейфър.
Базиран е върху едноименните персонажи на Марвел Комикс. Минисериалът се състои от 9 епизода и излиза по Disney+ на 15 януари 2021 г. г. Сериалът е част от Киновселената на Марвел.
Това е първият сериал от Марвел Студио и следва титулярните герои след участието им в Отмъстителите: Война без край и Отмъстителите: Краят. Минисериалът е част от Четвърта фаза. Историята на сериала се продължава във филма – Доктор Стрейндж в мултивселената на лудостта (2022).

## Главни герои
- Елизабет Олсън – Уанда Максимоф / Алената вещица
- Пол Бетани – Вижън
- Катрин Хан – Агата Харкнес / „Агнес“
- Тейона Парис – Моника Рамбо / „Джералдин“
- Кат Денингс – Дарси Луис
- Рандъл Парк – Джими Ву
- Евън Питърс – Ралф Бонър / „Пиетро Максимов / Бързото сребро“
- Дебора Джо Ръп – Шарън Дейвис / „Г-жа Харт“
- Фред Меламед – Тод Дейвис / „Артър Харт“

## Гостуващи герои
- Джош Стамберг – Тайлър Хейуорд
- Джулиан Хилиард – Били Максимоф
- Джет Клайн – Томи Максимоф
- Габриел Гуревич – Пиетро Максимоф (като дете)

## Епизоди
| № | # | Заглавие                                                           | Режисура   | Сценарий                          | Първо излъчване     | Първо излъчване     | Рейтинг (в милиони) |
| - | - | ------------------------------------------------------------------ | ---------- | --------------------------------- | ------------------- | ------------------- | ------------------- |
| 1 | 1 | Заснето пред жива публика ("Filmed Before a Live Studio Audience") | Мат Шакман | Джак Шефър                        | 15 януари 2021 г.   | 15 януари 2021 г.   | Излъчено онлайн     |
|   |   |                                                                    |            |                                   |                     |                     |                     |
| 2 | 2 | Не пипай дистанционното ("Don't Touch That Dial")                  | Мат Шакман | Гретчен Ендърс                    | 15 януари 2021 г.   | 15 януари 2021 г.   | Излъчено онлайн     |
|   |   |                                                                    |            |                                   |                     |                     |                     |
| 3 | 3 | Вече цветен ("Now in Color")                                       | Мат Шакман | Мегън Макдонъл                    | 22 януари 2021 г.   | 22 януари 2021 г.   | Излъчено онлайн     |
|   |   |                                                                    |            |                                   |                     |                     |                     |
| 4 | 4 | Прекъсваме тази програма ("We Interrupt This Program")             | Мат Шакман | Бобак Есфарджани и Мегън Макдонъл | 29 януари 2021 г.   | 29 януари 2021 г.   | Излъчено онлайн     |
|   |   |                                                                    |            |                                   |                     |                     |                     |
| 5 | 5 | В много специален епизод... ("On a Very Special Episode...")       | Мат Шакман | Питър Камерън и Макензи Дор       | 5 февруари 2021 г.  | 5 февруари 2021 г.  | Излъчено онлайн     |
|   |   |                                                                    |            |                                   |                     |                     |                     |
| 6 | 6 | Новият Хелуински спектакъл! ("All-New Halloween Spooktacular!")    | Мат Шакман | Чък Хейуард и Питър Камерън       | 12 февруари 2021 г. | 12 февруари 2021 г. | Излъчено онлайн     |
|   |   |                                                                    |            |                                   |                     |                     |                     |
| 7 | 7 | Разбиване на четвъртата стена ("Breaking the Fourth Wall")         | Мат Шакман | Камерън Скуайрс                   | 19 февруари 2021 г. | 19 февруари 2021 г. | Излъчено онлайн     |
|   |   |                                                                    |            |                                   |                     |                     |                     |
| 8 | 8 | Досега в ("Previously On")                                         | Мат Шакман | Лаура Дони                        | 26 февруари 2021 г. | 26 февруари 2021 г. | Излъчено онлайн     |
|   |   |                                                                    |            |                                   |                     |                     |                     |
| 9 | 9 | Краят на сериала ("The Series Finale")                             | Мат Шакман | Джак Шефър                        | 5 март 2021 г.      | 5 март 2021 г.      | Излъчено онлайн     |
|   |   |                                                                    |            |                                   |                     |                     |                     |